# Флорис Оранский-Нассау, ван Волленховен
Флорис Фредерик Мартьин Оранский-Нассау, ван Волленховен (нидерл. Floris Frederik Martijn van Oranje-Nassau, van Vollenhoven; род. 10 апреля 1975, Неймеген) — принц Нидерландов, предприниматель, младший сын принцессы Маргариты Нидерландской и её супруга Питера ван Волленховена.

## Биография
Флорис родился 10 апреля 1975 года в Неймегене, став младшим из 4 сыновей в семье принцессы Маргариты Нидерландской и её супруга Питера ван Волленховена. У него три старших брата, принцы Мауриц (род. 1968), Бернхард (род. 1969) и Питер-Кристиан (род. 1972).
Флорис окончил Лейденский университет в степени магистра права, после окончания которого в течение пяти лет работал в прокуратуре. Покинув государственную службу, перешёл в финансовой сектор, работая в нескольких отделах.
С 2014 по 2018 годы Флорис возглавлял Gimv, бельгийскую инвестиционную компанию.

## Семья
В октябре 2005 года Флорис женился на Эме Зёнген (род. 1977), но поскольку он не стал добиваться парламентом страны, он потерял право на наследование трона. У пары 3 детей:
- Магали Маргриет Элеонур ван Волленховен (род. 9 октября 2007);
- Элиан София Каролина ван Волленховен (род. 5 июля 2009);
- Виллем Ян Йоханнес Питер Флорис ван Волленховен (род. 1 июля 2013).